# Domingos de Oliveira
Domingos de Oliveira (Rio de Janeiro, 28 settembre 1936 – Rio de Janeiro, 23 marzo 2019) è stato un attore, drammaturgo, regista, sceneggiatore e regista teatrale brasiliano.
Laureato in ingegneria presso l'ENE, non esercitò mai la professione; esordì con il teatro a livello dilettantistico ma quasi contemporaneamente iniziò a scrivere per il cinema. Il suo primo lungometraggio, intitolato Todas as mulheres do mundo ("Tutte le donne del mondo"), nel quale diresse l'ex moglie Leila Diniz, vide la luce nel 1966, quando già aveva messo la firma su più di 20 opere teatrali. Per stile, ironia, atmosfere presenti nei suoi film viene considerato da molti come il Woody Allen brasiliano.
Condusse un programma su Canal Brasil, Todos os homens do mundo, nel quale Priscilla Rozenbaum, sua seconda moglie, intervistava i protagonisti maschili del cinema, del teatro, della letteratura e della televisione; Domingos de Oliveira interveniva poi con riflessioni e approfondimenti sugli intervistati.
Era padre dell'attrice e scrittrice Maria Mariana.

## Biografia
Debuttò come attore con Siamo tutti all'asilo del 1963. L'anno successivo diresse un'altra piece di sua creazione, La storia di tanti amori. Nel cinema si impose con film quali Tutte le donne del mondo (1967), in cui lanciò la sua ex moglie Leila Diniz, ed Eduìì, cuore d'oro (1968). Nel 1972 fu scelto da Sarah Maldoror per il ruolo da protagonista in Sambizanga.
Per diverso tempo si dedicò alla televisione. Nei primi anni ottanta, Domingos de Oliveira si dimostrò uno dei principali registi teatrali carioca, tornando così all'attività nella quale aveva mosso i primi passi negli anni sessanta. Diresse attori come Henriette Morineau in Insegnami a vivere, di Colin Higgins, 1981, Jorge Dória in Amore disgraziato, Felipe Wagner e Tonia Carrero in A Volta por Cima, 1982, Marília Pêra in Adorabile Júlia di Maugham. 
Nel 1980, ricevette il Premio Mambembe come migliore autore con Questioni di Famiglia. Il testo mirava a realizzare una "radiografia" dell'anima piccolo borghese nella quotidianità di una famiglia tradizionale all'inizio degli anni cinquanta, esempio di mentalità di una classe sociale resasi responsabile, in vari periodi, della direzione presa dalla storia brasiliana. Il critico Yan Michalski così analizzò l'opera collegando piccoli e banali avvenimenti familiari: "La piccolezza degli episodi procura una certa sensazione di saturazione (...). Allo stesso tempo, però, è proprio nella manipolazione di tali piccolezze che risiede la qualità dell'opera. Con grande sensibilità, Domingos trasforma ogni innocuo incidente del passato in un vero e proprio (mini)dramma, che ferisce i suoi protagonisti. Ma simultaneamente, ogni piccolo dramma è semenza per una (mini)commedia. Con un umorismo tipicamente cechoviano l'autore unisce l'estrema simpatia per i suoi personaggi con l'esposizione in termini umoristici dei loro aspetti più ridicoli".
Nel 1983 scrisse il poliziesco Lo scintillio della goccia di sangue, con il quale vinse i premi per la regia e per la scenografia con Juarez Puig. Secondo il critico Macksen Luiz, il maggior merito dell'opera è l'attenzione ai particolari: "C'è una cura dei dettagli addirittura commovente, come nel caso del personaggio che sfoglia il Correio da Manhã o il lutto con cui è vestito il commissario per la morte della sposa (...). Questa cura si trasferisce al lavoro degli attori (...)".
Ricevette il premio Molière per la regia delle pièces Conversazioni intime, Scuola di donne e Irresistibile avventura, realizzate nel 1984 In quest'ultima, Domingos raccolse quattro opere brevi di Federico García Lorca, Artur Azevedo, Tennessee Williams e Anton Čechov e riuscì, secondo il critico Macksen Luiz, a "mantenere vivi i sentimenti e l'intelligenza per creare il vero gioco del teatro".
Nel 1985 diresse il testo di un autore debuttante (La fonte dell'eterna giovinezza di Thiago Santiago), e Sull'amore, una nuova raccolta di testi. Nel 1992 propose Confessioni di un adolescente, che sbancò i botteghini e fu all'origine di un format che riprese l'anno seguente, Confessioni di donne di 30 anni.
Nella seconda metà degli anni novanta assunse la direzione del Teatro Planetario, dove mandò in scena sei spettacoli fino al 2000. Risalgono a quest'epoca le sequenze di cabaret filosofico, caratterizzate dalla presenza di musica, humour e critica in spettacoli che prevedono il dialogo diretto con il pubblico.
Affetto in vecchiaia dalla malattia di Parkinson, morì per un malore nel marzo del 2019.

## Filmografia

### Regista
- Todas as Mulheres do Mundo (1966)
- Edu, Coração de Ouro (1968)
- As Duas Faces da Moeda (1969)
- É Simonal (1970)
- Caso Especial - serie TV (1971)
- A Culpa (1971)
- O Capote - film TV (1973)
- A Cartomante - film TV (1974)
- As Deliciosas Traições do Amor - episodi "Mais de Cem" e "O Olhar" (1975)
- A Ordem Natural das Coisas - film TV (1977)
- Vida Vida (1977)
- Teu Tua (1979)
- Brazil - serie TV, 1 episodio (1981)
- Amores (1998)
- Separações (2002)
- Feminices (2004)
- Carreiras (2005)
- Confissões de Mulheres de 30 - film TV (2007)
- Juventude (2008)
- Todo Mundo Tem Problemas Sexuais (2008)
- Primeiro Dia de Um Ano Qualquer (2012)
- Paixão e Acaso (2012)
- Infância (2014)
- Barata Ribeiro, 716 (2016)

### Sceneggiatore
- Couro de Gato, regia di Joaquim Pedro de Andrade - Cortometraggio (1962)
- 22-2000 Cidade Aberta, regia di Victor Lima (1965)
- Todas as Mulheres do Mundo, regia di Domingos de Oliveira (1966)
- Edu, Coração de Ouro, regia di Domingos de Oliveira (1968)
- As Duas Faces da Moeda, regia di Domingos de Oliveira (1969)
- É Simonal, regia di Domingos de Oliveira (1970)
- A culpa, regia di Domingos de Oliveira (1971)
- O Médico E o Monstro - film TV (1972)
- Somos Todos do Jardim de Infância - film TV (1972)
- O Duelo - film TV (1973)
- As Deliciosas Traições do Amor, episodi "Os Divinos Sons da Música do Prazer" di Phydias Barbosa e "O Olhar" di Domingos de Oliveira (1975)
- A Ordem Natural das Coisas - film TV (1977)
- Ciranda, Cirandinha - serie TV (1978)
- Vestido de Noiva - film TV (1979)
- Brazil - serie TV, 1 episodio (1981)
- Contos de Verão - miniserie TV, 16 episodi (1993)
- 74.5 Uma Onda no Ar - serie TV (1994)
- Amores, regia di Domingos de Oliveira (1998)
- Separações, regia di Domingos de Oliveira (2002)
- Feminices, regia di Domingos de Oliveira (2004)
- Carreiras, regia di Domingos de Oliveira (2005)
- 2 Filhos de Francisco: A História de Zezé di Camargo & Luciano, regia di Breno Silveira (2005)
- Confissões de Mulheres de 30 - film TV (2007)
- Juventude, regia di Domingos de Oliveira (2008)
- Todo Mundo Tem Problemas Sexuais, regia di Domingos de Oliveira (2008)
- Os Anjos do Sexo - serie TV, 7 episodi (2011)
- Primeiro Dia de Um Ano Qualquer, regia di Domingos de Oliveira (2012)
- Paixão e Acaso, regia di Domingos de Oliveira (2012)
- Infância, regia di Domingos de Oliveira (2014)
- Barata Ribeiro, 716, regia di Domingos de Oliveira (2016)

### Attore
- Sambizanga, regia di Sarah Maldoror (1972)
- As deliciosas traições do amor, regia di Domingos de Oliveira (episodio "Os Divinos Sons da Música do Prazer") (1975)
- Os maniacos eróticos, regia di Alberto Salvá (1975)
- Amores, regia di Domingos de Oliveira (1997)
- Separações, regia di Domingos de Oliveira (2002)
- Redentor, regia di Cláudio Torres (2004)
- Feminices, regia di Domingos de Oliveira (2005)
- Carreiras, regia di Domingos de Oliveira (2006)
- Juventude, regia di Domingos de Oliveira (2008)